# 陈平 (1964年)
陈平（1964年2月—），男，安徽怀远人，合肥联合大学（现合肥学院）管理工程系新闻出版专业毕业，文学学士，中华人民共和国地方政治人物。
1984年12月加入中国共产党，1985年7月参加工作，历任《安徽工人日报》报社编辑、记者，报社社政文部主任，报社《展望》周刊主编，报社副总编辑（副处级）、总编辑（正处级）、报社社长，安徽省总工会副主席。2013年6月，任亳州市委常委、市委组织部部长。2013年7月，兼任亳州市总工会主席。2014年10月，兼任亳州市委统战部部长。2016年8月，任安徽广播电视台党委委员、副书记。
2013年3月，当选第十二届全国人大代表。